# Nicholas Bethell
Nicholas Bethell, al patrulea Baron Bethell (n. 19 iulie 1938, Londra, Regatul Unit – d. 8 septembrie 2007), a fost un om politic britanic, membru al Parlamentului European în perioadele 1973-1979, 1979-1984, 1984-1989, 1989-1994, 1994-1999 și 1999-2004 din partea Regatului Unit.